# Jahshaka
Ne pas confondre avec le musicien Jah Shaka, le groupe Jakarta, les anciens logiciels Apache Jakarta.
Jahshaka, renommé récemment Jahshaka Studio est un logiciel libre sous licence GNU GPL, et gratuit de montage, d'effets vidéos, temps-réel ou en compositing et de post-production, il permet d'intégrer des objets 3D en temps réel et utilise l'accélération matérielle, via OpenGL et OpenML pour les effets. Il permet également de peindre en temps réel sur les scènes en mouvement et le mixage audio. Il a été conçu à l'origine par Jah Shaka, intégrateur informatique jamaïcain et membre de l'UNESCO, désireux de trouver une solution vidéo informatique professionnelle. Il est multiplateforme et fonctionne sous Irix, Linux, MacOS, et Windows.

## Historique
En 2003 il reçoit la distinction « Editor Choice Award » du Linux Journal dans la catégorie outil graphique
La version 2.0 est sortie le 4 octobre 2006. Il offre des effets en temps-réel. Il se compare à Video Toaster ou After Effects. Il est également comparé à Adobe Premiere. Cette version ajoute le support des splines et de la gestion des color-key.
C'est alors la première application d'édition vidéo temps réelle complète en open source.
À la suite des désaccords avec les sponsors, qui faisaient traîner les avancements, la version 2 est abandonnée au profit de la version 3, qui est réécrite.
La forge logicielle SourceForge évoque une version 1.1 du 16 octobre 2007 sous le nom de code « Cineplay »[source insuffisante] pour CineFX.
Le 17 janvier 2008, l'équipe de développement a annoncé que le projet était relancé, après s'être détaché de ses sponsors.
Le 29 avril 2008, une annonce sur le forum annonce la reprise du projet et un changement de nom pour « CineFX ».
En mai 2021, le site jahshaka.org est redirigé vers le nom de domaine jahshaka.com, qui le nomme désormais « Jahshaka Studio », dont la dernière version publiée est la « 0.8 Beta » le 10 novembre 2019[source insuffisante].

## Caractéristiques
- Si vous ne connaissez pas le sujet, laissez ce bandeau (vous pouvez alors contacter les auteurs).
- Si vous supprimez le contenu mis en cause (vous pouvez préalablement contacter les auteurs),

argumentez précisément cette suppression dans la page de discussion
(un manque de référence n'est pas un argument ; une recherche réelle de référence doit avoir été effectuée, être formellement documentée).
Il utilise la puissance des processeurs graphiques pour traiter les filtres ou opérations colorimétriques effectuées par l'utilisateur (GPU).
Il est développé avec Qt et s'installe sous GNU/Linux, Windows et Mac OS X.
Les transformations graphiques sont prises en charge par une bibliothèque séparée nommée OpenObjectlibs, partie intégrante du logiciel.
Le logiciel comprend un module de P2P destiné à partager les ressources d'une production
avec d'autres monteurs.
La version la plus aboutie est souvent sous GNU/Linux car elle permet de compiler des filtres annexes et de tester les modules « beta » (actuellement le montage video) avant leur intégration définitive. Le développement se fait sous Fedora (Red Hat)
Il peut se paramétrer (assets) en PAL, NTSC ou HD.
Pour le moment[Quand ?] les différents modules composant l'interface de jahshaka ne sont pas liés, on doit donc effectuer le rendu indépendamment au sein de chaque module (trucage/montage/colorimétrie/effets/typographie/compression). Les différents modules seront liés à partir de la version 3.

## Distinctions
- Graphics tools du prix « Editors' Choice Award » du Linux Journal[6].